# Ferrière-et-Lafolie
Ferrière-et-Lafolie is een gemeente in het Franse departement Haute-Marne (regio Grand Est) en telt 46 inwoners (2009). De plaats maakt deel uit van het arrondissement Saint-Dizier.

## Geografie
De oppervlakte van Ferrière-et-Lafolie bedraagt 7,9 km², de bevolkingsdichtheid is dus 5,8 inwoners per km².
De onderstaande kaart toont de ligging van Ferrière-et-Lafolie met de belangrijkste infrastructuur en aangrenzende gemeenten.

## Demografie
Onderstaande figuur toont het verloop van het inwonertal (bron: INSEE-tellingen).